# Museo Provincial de Ciudad Real
El Museu Provincial de Ciudad Real és un museu de caràcter provincial que està situat al carrer Prado número 4 de Ciudad Real. Les seves sales estan dedicades principalment l'arqueologia. Està dividit en quatre plantes. El museu, inaugurat en 1982 va tancar per reformes en 2007 i reobert en setembre de 2013.

## Fons
Els seus fons arqueològics són principalment procedents d'excavacions amb les troballes ibers i medievals del turó d'Alarcos, excavacions de la ciutat romana de Sisapo (La Bienvenida), els mosaics romans de l'Alcázar de San Juan, o la porta de l'antiga Sinagoga de Ciudad Real. També cal destacar en la seva exposició les col·leccions del Paleolític procedents principalment de la donació de col·leccions privades (Estanislao Rodríguez, Evaristo Martín i Margarito Expósito) dels jaciments del riu Bullaque, La Talaya i Aldea del Rey.